# انت بوم
انت بوم (آلمانی: Annett Böhm؛ زادهٔ ۸ ژانویهٔ ۱۹۸۰) جودوکار اهل آلمان بود.
وی در مسابقات کشوری و بین‌المللی در مجموع برندهٔ ۲ مدال برنز شده‌است.